# Lone Smidt Nielsen
Lone Smidt Nielsen (født Lone Smidt Hansen 1. januar 1961) er en dansk tidligere fodboldspiller og den første danske kvindelige spiller, der nåede 50 landskampe. Hun blev i 2015 kåret som århundredets kvindelige fodboldspiller i Danmark og er optaget i Fodboldens Hall of Fame.

## Karriere

### Klubber
Lone Smidt Hansen spillede som stor pige fodbold med drengene, inden hun blev et del af et pigefodboldmiljø i Hover IF, en forstad til Vejle. Da hun var 16 år gammel, skiftede hun til Kolding Boldklub, hvis træner havde set talentet i den unge spiller. Hun debuterede på Koldings førstedivisionshold samme år, og hun debuterede på A-landsholdet 9. juli 1977 som 17-årig.
I 1978 skiftede Smidt Hansen videre til en af datidens store klubber i den danske kvindeliga, B1909, som hun var med til at vinde klubbens første DM-titel med i 1981 og 1983. I 1985 skiftede hun sammen med landsholdsholdkollegaen Susanne Augustesen og klubkammeraten Ulla Bastrup til italienske ACF Trani 80.
I den italienske klub havde hun igen stor succes, idet hun var med til at sikre klubben det italienske mesterskab to år i træk, foruden hun blev topscorer i begge sæsoner. Efter to sæsoner vendte hun dog hjem, og efter at have født sit første barn, genoptog hun karrieren i B1909, som hun spillede for, til hun indstillede karrieren i 1990.

### Landshold
Efter debuten på landsholdet i 1977 blev hun den første kvindelige danske fodboldspiller, der nåede 50 kampe, og endnu mere bemærkelsesværdigt er det, at hun spillede 51 landskampe i træk. Rækken af landskampe blev kun afbrudt af hendes graviditet og fødsel i 1986. I 1988 vendte hun tilbage til landsholdet og fik yderligere nogle kampe, så hun endte på 57 landskampe. I disse 57 kampe scorede hun 22 mål. Lige så bemærkelsesværdigt er det, at hun i hele sin landskampskarriere ikke fik hverken gule eller røde kort.
Blandt hendes meritter med landsholdet var sejren ved det uofficielle EM for kvinder i 1979, hvor hun scorede det ene mål, da Danmark i finalen besejrede hjemmeholdet Italien med 2-0. Hun blev i en periode omtalt som verdens bedste spiller, og hun fik en Hummel-fodboldstøvle opkaldt efter sig.

## Senere karriere
Efter at være stoppet på landsholdet fortsatte Lone Smidt Nielsen gennem mange år sin tilknytning til fodbolden som blandt andet holdleder for A-landsholdet og som træner for U/18-landsholdet (1994-1996).
I 2022 blev hun ambassadør for Ombold gadefodbold.

## Hæder
Lone Smidt Hansen blev i 2015 valgt som århundredets danske kvindelige fodboldspiller af en jury nedsat af DBU. Juryen valgte hende efter en indstilling sammen med to andre store danske spillere, Susanne Augustesen og Katrine S. Pedersen.
Hun blev sammen med Susanne Augustesen optaget i Fodboldens Hall of Fame som de første kvindelige spillere, hvilket skete i 2017.

## Privatliv
Hun er gift med Niels Nielsen, der har været fodboldtræner. Parret har tre børn, hvoraf datteren Karoline Smidt Nielsen også har spillet fodbold og været på flere af de danske landshold, heriblandt med 24 kampe på A-landsholdet.